# Марко Фолліні
Джузеппе «Марко» Фолліні (італ. Giuseppe «Marco» Follini; нар. 26 вересня 1954, Рим) — італійський політик.

## Життєпис
Здобув освіту журналіста. Політичну діяльність розпочав у 1977 році, коли він став секретарем Християнсько-демократичної молоді. У 80-х роках за рекомендацією християнських демократів входив до наглядової ради Radiotelevisione Italiana.
У першій половині 90-х років став одним із засновників Християнсько-демократичного центру, створеного після розпаду Християнсько-демократичної партії. У 1996–2006 він був членом Палати депутатів.
3 грудня 2004 він був призначений на посаду заступника прем'єр-міністра у другому уряді Сільвіо Берлусконі. Залишив уряд 18 квітня 2005, після виходу Союзу центру з коаліції.
На виборах у 2006 отримав мандат сенатора. За списком Демократичної партії у 2008 році удруге увійшов до Сенату (до 2013 року).